# Sukovo
Sukovo (cyr. Суково) – wieś w Serbii, w okręgu pirockim, w mieście Pirot. W 2011 roku liczyła 657 mieszkańców.